# Milo (Maine)
Milo ist eine Town im Piscataquis County des Bundesstaates Maine in den Vereinigten Staaten. Im Jahr 2020 lebten dort 2251 Einwohner in 1247 Haushalten auf einer Fläche von 87,96 km².

## Geographie
Nach dem United States Census Bureau hat Milo eine Gesamtfläche von 87,96 km², von der 85,42 km² Land sind und 2,54 km² aus Gewässern bestehen.

### Geographische Lage
Milo liegt im Südosten des Piscataquis Countys. Der Piscataquis River fließt in östliche Richtung zentral durch das Gebiet der Town. In ihn münden die aus Norden kommenden Sebec River und Pleasant River. Auf dem Gebiet der Town befinden sich nur kleinere Seen, die durch weitere kleinere Flüsse mit dem Piscataquis River verbunden sind. Die Oberfläche ist eher eben und die höchste Erhebung ist der 200 m hohe Maquire Hill.

### Nachbargemeinden
Alle Entfernungen sind als Luftlinien zwischen den offiziellen Koordinaten der Orte aus der Volkszählung 2010 angegeben.
- Norden: Brownville, 9,8 km
- Nordosten: Lake View, 14,1 km
- Osten: Medford (Maine), 8,9 km
- Süden: Southeast Piscataquis, Unorganized Territory, 12,6 km
- Südwesten: Atkinson, Unorganized Territory, 14,1 km
- Westen: Sebec, 9,5 km

### Stadtgliederung
In Milo gibt es drei Siedlungsgebiete: Derby, East Milo und Milo.

### Klima
Die mittlere Durchschnittstemperatur in Milo liegt zwischen −11,1 °C (12 °F) im Januar und 19,4 °C (67 °F) im Juli. Damit ist der Ort gegenüber dem langjährigen Mittel der USA um etwa 9 Grad kühler. Die Schneefälle zwischen Oktober und Mai liegen mit bis zu zweieinhalb Metern mehr als doppelt so hoch wie die mittlere Schneehöhe in den USA; die tägliche Sonnenscheindauer liegt am unteren Rand des Wertespektrums der USA.

## Geschichte
Nach der Vermessung des Gebietes wurde das Land als Township No. 3, Seventh Range North of Waldo Patent (T3 R7 NWP) bezeichnet. Aufgekauft wurde das Gebiet durch Johnathan Hastings, der später einen Partner namens Welk aus Boston hatte. Sie verkauften den größten Teil des Landes an Siedler, die restlichen Grundstücke erwarb Russell Kittridge aus Bangor. Als erster Siedler ließ sich Benjamin Sargent aus Methuen, Massachusetts im Jahr 1802 nieder. Zunächst nur mit seinem 14-jährigen Sohn Theophilus, die Familie wurde später nachgeholt. Als Sargent unterwegs war, um die Familie zu holen, blieb der Junge alleine zurück. Zunächst bewältigte er die Arbeit gut, doch eines Tages plünderte ein Bär seine Vorräte. Dank der Hilfe eines Indianerstammes, der durch das Gebiet zog, konnte er die Zeit bis zur Rückkehr seines Vaters überbrücken. Der Häuptling des Stammes ließ seinen Sohn Ateon Oseon bei Theophilus zurück, um ihm zu helfen. Sein Vater kehrte mit der restlichen Familie erst zu Beginn des Winters zurück. Weitere Siedler folgten. Am 21. Januar 1823 wurde das Gebiet als Town mit dem Namen Milo organisiert.
Theophilus war es, der den Namen Milo für die neue Town aussuchte. Benannt wurde sie nach dem griechischen Athleten Milo of Croton. Über Traftons Falls wurde im Jahr 1823 durch Winborn Swett ein Damm errichtet. Später baute er das erste Sägewerk, dem weitere Wassermühlen folgten. In den Jahren 1901 und 1902 errichtete die American Thread Company, ein Spulenhersteller, Gebäude in der West Main Street. Ein anderes Sägewerk stellte Spulen und Kartonagen her. Die Milo Textile Company wurde im Jahr 1922 gegründet. Sie produzierte hochwertige Maschinengarne. Es gibt eine florierende Käserei in Milo.
Milo gehört zur Three Rivers Community Alliance, einem losen Gemeindeverbund. Der Sitz des Verbundes befindet sich in Milo.

### Einwohnerentwicklung
| Volkszählungsergebnisse – Town of Milo, Maine | Volkszählungsergebnisse – Town of Milo, Maine | Volkszählungsergebnisse – Town of Milo, Maine | Volkszählungsergebnisse – Town of Milo, Maine | Volkszählungsergebnisse – Town of Milo, Maine | Volkszählungsergebnisse – Town of Milo, Maine | Volkszählungsergebnisse – Town of Milo, Maine | Volkszählungsergebnisse – Town of Milo, Maine | Volkszählungsergebnisse – Town of Milo, Maine | Volkszählungsergebnisse – Town of Milo, Maine | Volkszählungsergebnisse – Town of Milo, Maine |
| Jahr                                          | 1800                                          | 1810                                          | 1820                                          | 1830                                          | 1840                                          | 1850                                          | 1860                                          | 1870                                          | 1880                                          | 1890                                          |
| --------------------------------------------- | --------------------------------------------- | --------------------------------------------- | --------------------------------------------- | --------------------------------------------- | --------------------------------------------- | --------------------------------------------- | --------------------------------------------- | --------------------------------------------- | --------------------------------------------- | --------------------------------------------- |
| Einwohner                                     |                                               |                                               |                                               | 381                                           | 756                                           | 932                                           | 959                                           | 938                                           | 934                                           | 1029                                          |
| Jahr                                          | 1900                                          | 1910                                          | 1920                                          | 1930                                          | 1940                                          | 1950                                          | 1960                                          | 1970                                          | 1980                                          | 1990                                          |
| Einwohner                                     | 1150                                          | 2556                                          | 2894                                          | 2912                                          | 3000                                          | 2898                                          | 2756                                          | 2572                                          | 2624                                          | 2600                                          |
| Jahr                                          | 2000                                          | 2010                                          | 2020                                          | 2030                                          | 2040                                          | 2050                                          | 2060                                          | 2070                                          | 2080                                          | 2090                                          |
| Einwohner                                     | 2383                                          | 2340                                          | 2251                                          |                                               |                                               |                                               |                                               |                                               |                                               |                                               |

## Kultur und Sehenswürdigkeiten

### Bauwerke
In Milo wurden zwei Bauwerke und zwei archäologische Stätten unter Denkmalschutz gestellt und ins National Register of Historic Places aufgenommen. Die Lage der archäologischen Stätten wird nicht bekannt gegeben.
- Brockway Site (ME 90.3), 1987 unter der Register-Nr. 87001152.[11]
- Former Free Will Baptist Church, 2000 unter der Register-Nr. 00001205.[12]
- Milo Public Library, 1989 unter der Register-Nr. 88003017.[13]
- Sebec-Piscataquis River Confluence Prehistoric Archeological District, 1986 unter der Register-Nr. 86003482.[14]

## Wirtschaft und Infrastruktur

### Verkehr
Milo selbst wurde durch die Bangor and Aroostook Railroad an das Eisenbahnnetz der USA angeschlossen. Zudem existierte durch die Bangor and Katahdin Iron Works Railway eine Verbindung zwischen Milo Junction und Katahdin Iron Works. Im Jahr 1887 pachtete zunächst die Bangor and Piscataquis Railroad die Strecke, dann leaste die Bangor and Aroostook Railroad die Strecke und kaufte sie am 1. April 1899 endgültig auf. Seit 2003 steht die Bahn unter der Kontrolle der Montreal, Maine and Atlantic Railway.
Im Village von Milo trifft die in ostwestlicher Richtung verlaufende Maine State Route 6 auf die nordsüdlich verlaufende Maine State Route 11.

### Öffentliche Einrichtungen
In Milo gibt es keine medizinischen Einrichtungen oder Krankenhäuser. Nächstgelegene Einrichtungen für die Bewohner von Milo befinden sich in Howland und Dover-Foxcraft.
In Milo befindet sich die Milo Free Public Library.

### Bildung
Milo gehört mit den anderen Gemeinden der Three Rivers Community: Bowerbank, Brownville, LaGrange, Lake View, Medford, Milo und Sebec sowie dem Township Atkinson zum MSAD 41.
Im Schulbezirk werden mehrere Schulen angeboten:
- Brownville Elementary School in Brownville, mit den Schulklassen 3 und 4
- Milo Elementary School in Milo, mit den Schulklassen Pre-Kindergarten bis 2
- Penquis Valley Middle School in Milo, mit den Schulklassen 5 bis 8
- Penquis Valley High School in Milo, mit den Schulklassen 9 bis 12